# Bruno Hespeler
Bruno Hespeler (* 1943 in Baden) ist ein deutscher Berufsjäger, freier Journalist und international bekannter Sachbuchautor zu jagdlichen Themen.

## Leben
Bruno Hespeler war lange Jahre Berufsjäger in der Bayerischen Staatsforstverwaltung und Forstrevierleiter im Privatwald, bevor er aus dem Staatsdienst ausschied. Seit den 1980er Jahren betätigt er sich als Autor von Fachbüchern zur Jagd, freier Journalist sowie Berater und Gutachter. Ursprünglich aus Baden stammend, lebte Hespeler erst im Allgäu, bevor er sich später in Kärnten niederließ.

## Werke
Einem breiten Publikum ist er durch seine zahlreichen Publikationen in der Fach-, Tages- und Publikumspresse in acht europäischen Ländern sowie durch seine Sachbücher bekannt geworden, die er seit den frühen 1980er Jahren verfasst hat. Hespeler legt darin Wert darauf, jagdliches Wissen praxisnah zu vermitteln. Er hat sich daher intensiv mit allen Aspekten der Hege auseinandergesetzt. Bekannte Bücher von ihm, die sich mit allgemeinen Fragen der Jagdpraxis beschäftigen, sind unter anderem das Handbuch Reviergestaltung. Lebensräume schaffen und erhalten (1992), Wildschäden heute. Vorbeugung, Feststellung, Abwehr (1999), Hege und Jagd im Jahreslauf (2000) und Erfolgreich jagen. Wildverhalten, Wetter, Jagdbetrieb, Ausrüstung (2008).
Zu Hespelers wichtigsten Aufgaben als Berufsjäger gehört die Nachsuche von beschossenem Wild. Dabei sind brauchbare Jagdhunde unerlässlich. Hespeler war nie auf eine Rasse festgelegt, er führte Schweißhunde, Bracken, Wachtelhunde und Jagdterrier. Seine Kenntnisse und Erfahrungen aus vier Jahrzehnten flossen in sein Buch Vor und nach dem Schuss. Kaliber, Abkommen, Schusszeichen, Nachsuche beim Schalenwild (2002) ein. 
Daneben hat er die Erkenntnisse der modernen Wildbiologie in mehreren Büchern über einzelne Wildarten für die Jagdpraxis umgesetzt. Besonders erfolgreich ist Rehwild heute. Lebensraum, Jagd und Hege, das erstmals 1988 erschien und seither mehrere Neuauflagen erfuhr. Ähnliche Bücher veröffentlichte er über das Schwarzwild (2004), Wildkaninchen und Wildtauben (1998), Wasserwild (2003) sowie das Raubwild (1995 und 2004). Die meisten seiner Bücher veröffentlichte er im BLV Verlag. Einige wurden auch ins Tschechische und Ungarische übersetzt. 
Vor diesem Hintergrund ist ihm eine zeitgemäße Ausbildung der Jägerschaft wichtiges Anliegen. Zur Vorbereitung auf die Jägerprüfung verfasste er daher das Buch Jagdwissen auf einen Blick. Daten und Fakten für Praxis und Prüfung (2000) und ist seit der 56. Ausgabe (2007) Gesamtbearbeiter des von Herbert Krebs begründeten klassischen Lehrbuchs Vor und nach der Jägerprüfung. 
Die Aufregungen um den Braunbären „Bruno“ nahm Hespeler zum Anlass, sich in Brunos Heimkehr. Bär, Wolf und Luchs kommen wieder. Ängste, Risiken und Hoffnungen (2006) mit der Rückkehr der drei großen Raubtiere Braunbär, Wolf und Europäischer Luchs zu beschäftigen.
Aufgrund seines Fachwissens und seines rhetorischen Talents ist er ein gefragter Redner für Vorträge, Seminare und Exkursionen in Deutschland, Österreich, Italien, Liechtenstein, Luxemburg, der Schweiz und in den Niederlanden. 

### Kontroverse um jagdliches Brauchtum
In zahlreichen Aufsätzen und in seinen Büchern Jäger wohin? Eine kritische Betrachtung deutschen Waidwerks (1990) und Nachhaltig jagen. Zeitgemäße Wildbewirtschaftung (2003) hat sich Hespeler mit dem jagdlichen Brauchtum und der allgemeinen Situation der Jagd in einem immer kritischer werdenden gesellschaftlichen Umfeld auseinandergesetzt. Besonders kritisiert er das von Walter Frevert und Ulrich Scherping in den 1930er Jahren vereinheitlichte jagdliche Brauchtum, das er als künstlich und oktroyiert bewertet. 
Andreas Gautschi kommt in seiner Biographie Freverts jedoch zu anderen Schlüssen, indem er darauf hinweist, das durch die deutsche Kleinstaaterei zersplitterte Brauchtum und die teilweise zur Kommunikation lebenswichtigen Jagdsignale hätten durch die schon seit den 1920er-Jahren aufkommende Mobilität einer Normung bedurft. 
Gautschi weist nach, dass Frevert wo möglich auf bestehende (lokale) Bräuche zurückgriff. Gerade in den von Hespeler kritisierten Jagdsignalen hat er im Gegensatz zu Hespelers Darstellung, Frevert habe einheitliche Jagdsignale auf Befehl Hermann Görings zur Gleichschaltung der Jägerschaft vielfach erst komponiert, tatsächlich bereits lange bestehende Versuche der Verschriftlichung der Jagdsignale in Korrespondenz mit seinen Vorgängern nur weitergeführt.

## Zitat
„Wir [Jäger] sind nicht die Herren der Schöpfung, und wir haben nicht das große Sagen. Wir sind – wie der Rest der Bevölkerung – Nutzer der Natur, und solange diese Nutzung für die Natur selbst Sinn macht, kann sie uns von ernstzunehmenden Geistern auch nicht bestritten werden.“

## Schriften
- Die Baujagd, Mainz 1985 (ISBN 3-87341-052-4)
- Die Bergjagd, Mainz 1987 (ISBN 3-87341-059-1)
- Rehwild heute. Lebensraum, Jagd und Hege, München, Wien und Zürich 1988 (7., neu bearbeitete Auflage als Neuausgabe unter dem Titel Rehwild heute. Neue Wege für Hege und Jagd, München 2003, ISBN 3-405-16510-5)
- Jäger wohin? Eine kritische Betrachtung deutschen Waidwerks, München, Wien und Zürich 1990 (ISBN 3-405-13876-0)
- Handbuch Reviergestaltung. Lebensräume schaffen und erhalten, München, Wien und Zürich 1992 (2., überarbeitete und erweiterte Auflage München, Wien und Zürich 1996, ISBN 3-405-15194-5)
- Raubwild heute. Biologie, Lebensweise, Jagd, München, Wien und Zürich 1995 (2. Auflage München, Wien und Zürich 1999, ISBN 3-405-14607-0)
- Reviereinrichtungen für den Praktiker, Jagdpraxis aktuell (Band 1), Vaduz 1995 (ISBN 3-906565-10-6)
- Prügelknabe Wald, Vaduz 1996 (ISBN 3-925456-44-9)
- Wildkaninchen und Wildtauben. Die kleine Niederjagd, Jagdpraxis aktuell (Band 4), Vaduz 1998 (ISBN 3-906565-38-6)
- Wildschäden heute. Vorbeugung, Feststellung, Abwehr, München, Wien und Zürich 1999 (ISBN 3-405-15423-5)
- Jagdwissen auf einen Blick. Daten und Fakten für Praxis und Prüfung, München, Wien und  Zürich 2000 (2. Auflage, München, Wien und Zürich 2003, ISBN 3-405-15774-9)
- Hege und Jagd im Jahreslauf, München, Wien und Zürich 2000 (3. Auflage, Neuausgabe, blv, München 2010, ISBN 978-3-8354-0665-0)
- zusammen mit Bernd Krewer: Jung oder alt? Schalenwild richtig ansprechen, München, Wien und Zürich 2001 (4. Auflage, Neuausgabe, blv, München 2010, ISBN 978-3-8354-0582-0)
- Vor und nach dem Schuss. Kaliber, Abkommen, Schusszeichen, Nachsuche beim Schalenwild, München, Wien und Zürich 2002 (3. Auflage, Neuausgabe, blv, München 2009, ISBN 978-3-8354-0596-7)
- Wasserwild. Lebensweise, Hege, Ansprechen, Bejagen, München, Wien und Zürich 2003 (ISBN 3-405-16329-3)
- Nachhaltig jagen. Zeitgemäße Wildbewirtschaftung, München, Wien und Zürich 2003 (ISBN 3-405-16330-7)
- Schwarzwild heute. Lebensweise, Schadensbegrenzung, ansprechen, Jagdarten, Wildbretverwertung, München, Wien und Zürich 2004 (ISBN 3-405-16649-7)
- Schalenwild bejagen. Effizient, tierartgerecht, störungsarm, Aid-Heft Nr. 1498, Bonn 2004 (ISBN 3-8308-0461-X)
- Fuchs und Marder erfolgreich bejagen, München, Wien und Zürich 2004 (ISBN 3-405-16650-0)
- Brunos Heimkehr. Bär, Wolf und Luchs kommen wieder. Ängste, Risiken und Hoffnungen, Bozen 2006 (ISBN 978-88-7283-281-3 oder ISBN 88-7283-281-0)
- Erfolgreich jagen. Wildverhalten, Wetter, Jagdbetrieb, Ausrüstung, München 2008 (ISBN 978-3-8354-0340-6)

Daneben ist Hespeler seit der 56. Ausgabe (2007) auch Gesamtbearbeiter des von Herbert Krebs begründeten Lehrbuchs Vor und nach der Jägerprüfung und wirkte unter anderem an dem Buch Die Gemse – Biologie und Jagd (Bern 2009) mit.